# 片段記譜法
片段記譜法是一种音樂記譜法，樂譜中僅有休止符的小節被簡單地省略，並且不使用任何類型的休止符。片段記譜法主要用于比例記譜的樂譜，例如潘德列茨基的廣島受難者輓歌 。 “这种記譜法的支持者认为，它消除了樂譜頁面上不必要的混乱”，而“其他人則認為，並没有充足的理由使用這種記譜法，且為編寫此種樂譜所付出的额外努力並非是必要的。” 
可以使用任何功能齐全的制谱软件（例如 Finale 或 Sibelius）製作片段記譜法。